# ميتسوبيشي إف تي أو
ميتسوبيشي إف تي أو (بالإنجليزية: Mitsubishi FTO)‏ ، هي سلسلة السيارات الرياضية التي أنتجها شركة ميتسوبيشي موتورز اليابانية، ظهرت عام 1994م، وانتهى الإصدار الرئيسية عام 2000م.